# Outing

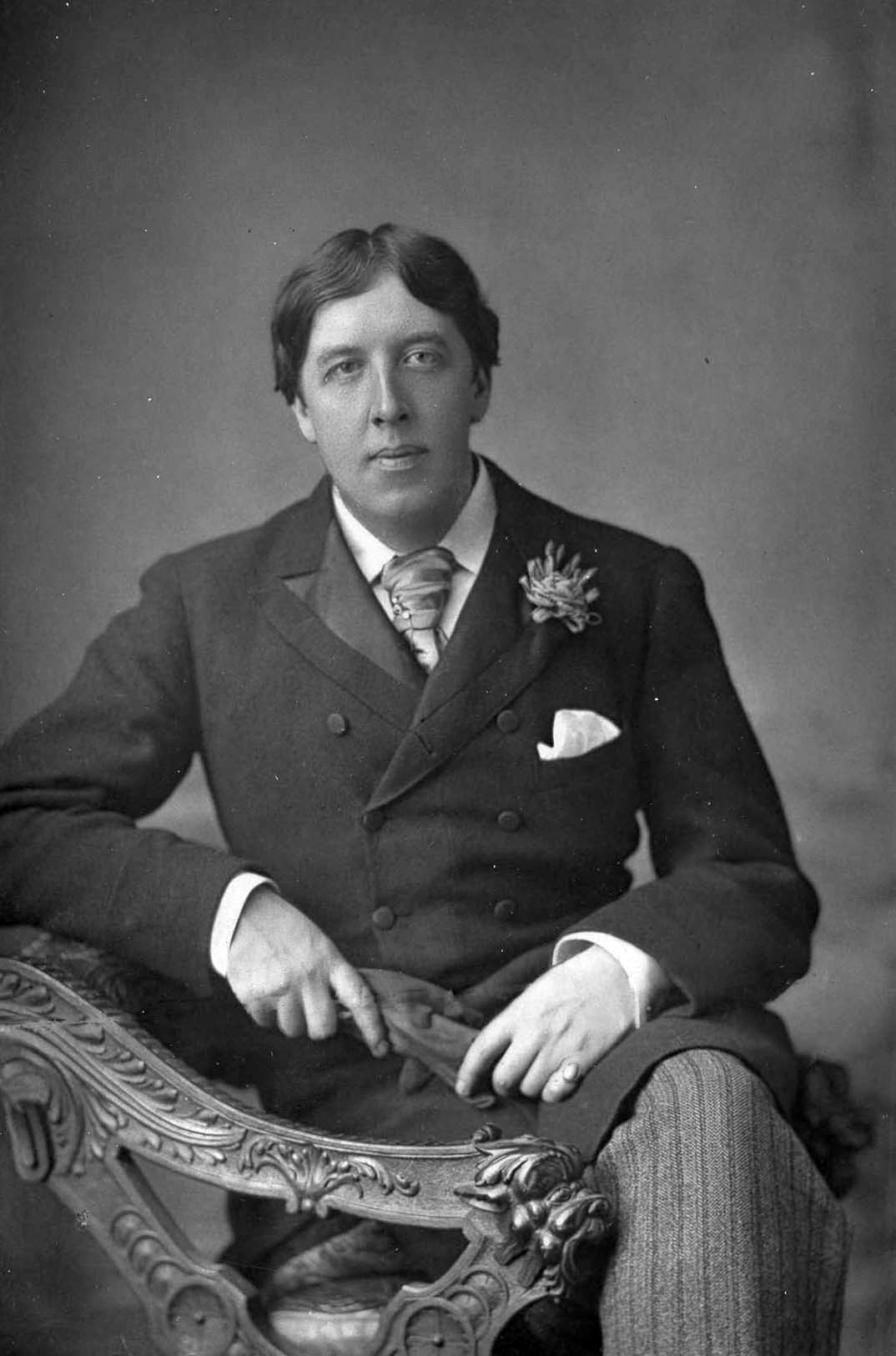
Oscar Wilde, da martire dell'Outing a pioniere del Coming Out

La parola inglese outing indica la pratica di rendere pubblico l'orientamento sessuale o l'identità di genere di una persona in assenza del suo consenso.
In italiano il termine a volte viene erroneamente utilizzato come sinonimo di coming out e cioè per indicare un soggetto che rivela volontariamente il proprio orientamento sessuale o la propria identità di genere.
Il termine può anche essere utilizzato con un'accezione più ampia, assumendo il significato di rendere pubblico un fatto personale di qualcuno che vorrebbe mantenerlo segreto. Per esempio, si potrebbe fare outing su qualcuno rivelando l'orientamento politico (outing politico), oppure svelando il credo religioso (outing religioso).

## Origine del nome
Il termine deriva dall'avverbio "out", "fuori", contenuto in coming out ("uscir fuori", sottinteso "dall'armadio di una eterosessualità fittizia o supposta"), usato come verbo transitivo (to out), quindi "buttar fuori" (dall'armadio) qualcuno, contrapposto al "venir fuori" spontaneo.
Negli USA l'outing è stato utilizzato (e soprattutto praticato nei fatti), a partire dal 1990 circa, dal giornalista Michelangelo Signorile come arma politica di difesa contro quegli omosessuali conservatori che, per allontanare da sé i sospetti di omosessualità, si rivelano particolarmente fanatici nella deprecazione e addirittura nella persecuzione pubblica dell'omosessualità.
In Italia outing è spesso confuso con coming out, che indica invece l'atto di qualcuno che dichiara volontariamente – e non in modo forzato, quindi – di essere omosessuale.
Sempre in Italia, il movimento di liberazione omosessuale non ha mai fatto uso dell'outing, sia per ragioni politiche (la rivelazione non si limiterebbe a costringere la persona "outed" a cessare gli attacchi omofobi, ma potrebbe comportarne la rovina sociale e la messa al bando) sia per motivi legali, dato che in base alla legge italiana potrebbe configurare il reato di diffamazione. La differenza sostanziale è che negli USA non si ha diffamazione se si è in grado di provare l'affermazione, in Italia invece il giudice valuta solo se l'affermazione sia diffamante in sé e per sé, indipendentemente dal fatto che sia vera o no, a meno che il querelante consenta "ampia facoltà di prova", cosa che in questi casi non avviene praticamente mai.
In italiano non esiste una traduzione del verbo to out, che pertanto viene sostituito con verbi analoghi, di solito con il colloquiale "sputtanare": "Il signor X è stato sputtanato" (= outed) "dal suo ex amante".
Chi fa outing su qualcun altro viene chiamato outer.
Le persone outed sono spesso figure pubbliche quali i politici o celebrità.

Il termine è derivato dall'espressione "coming out" (rivelare le proprie preferenze sessuali), e fu coniato dal Time. Taylor Branch usò il termine "outage" nel 1982, Michelangelo Signorile preferisce il termine "reporting" (dire, riportare, descrivere, in italiano), e Gabriel Rotello suggerisce "equalizing" (equiparare), spiegando che: 
(Michelangelo Signorile)

## I motivi dell'outing
Mentre si potrebbe decidere di rivelare segreti o dettagli privati della vita degli altri per molte ragioni, anche per piacere personale o per avere un guadagno commerciale, il movente dell'outing è la pressione politica e il reportage giornalistico. L'outing non dovrebbe solamente rivelare l'ipocrisia di coloro che sono, come ha detto Brench, nascosti negli "armadi del potere", ma anche una maggiore consapevolezza della presenza di persone gay e di problemi politici, mostrando così che essere gay o lesbiche non è "così incredibilmente grottesco che non se ne dovrebbe mai parlare."
Richard More nota che "alcune persone hanno paragonato l'outing al Maccartismo… e fare outing per vendetta è fare maccartismo: un outing del genere dà i gay in pasto ai cani, che di conseguenza ne vengono rafforzati… Ma il tipo di outing che ho sostenuto non invoca, non mobilita, e non conferma ritualmente i valori anti-gay; anzi va contro di loro, cerca di disfarli. Lo scopo dell'outing, inteso così come io l'ho difeso, non è di causare vendetta, non è di punire, e non è lo sviare l'attenzione dal proprio stato degradato. Il suo scopo è di evitare il proprio degrado." In questi termini, l'outing è "sia permissibile sia una conseguenza attesa del vivere moralmente."
Inoltre, fare outing non vuol dire gettare al vento dettagli privati. Come Signorile domanda, "Come può essere una cosa privata l'essere gay, quando l'essere etero non lo è? Il sesso è privato. Ma facendo outing noi non mettiamo in discussione la vita sessuale di nessuno. Diciamo solo che sono gay." "Le persone comuni hanno subito l'outing per decenni. La gente ha sempre fatto outing sul postino, sul lattaio e sul single che vive in fondo al quartiere. Se ce ne è uno, lo scopo dietro l'outing è solo di far vedere quante tra le persone più in vista della nostra società sono gay, così che quando qualcuno farà outing sul lattaio o sul single, tutti diranno "E allora?"

### L'outing come strumento politico
Uno dei primi ad avere l'idea di fare outing su personaggi gay omofobi, non dichiarati e ipocriti fu Michelangelo Signorile, come documenta nel suo libro Queer in America. All'inizio degli anni novanta Signorile fu duramente criticato da molti appartenenti alla comunità gay e alla stampa eterosessuale, ma molte delle sue tattiche sono oggi viste come tecniche giornalistiche e politiche legittime, che hanno rivelato l'ipocrisia dei potenti che mettono a repentaglio l'uguaglianza per gli americani GLB (gay, lesbiche e bisessuali).
Alcuni attivisti dei diritti gay, comunque, difendono l'outing come tattica. L'attivista britannico Peter Tatchell dice che "la comunità gay e lesbica ha il diritto di difendersi contro le figure pubbliche che abusano del loro potere e della loro influenza per appoggiare politiche che infliggono sofferenze agli omosessuali." Nel 1994 il gruppo di attivisti di Tatchell OutRage! fece i nomi di quattordici vescovi della Chiesa Anglicana che erano omosessuali o bisessuali, accusandoli di ipocrisia per aver sostenuto il punto di vista della Chiesa, che giudica ogni atto omosessuale come peccaminoso mentre allo stesso tempo non osservavano questo divieto nelle loro vite personali.
"L'outing è l'autodifesa gay," dice Tatchell. "Le donne lesbiche e gli uomini gay hanno un diritto, e un dovere, smascherare gli ipocriti e gli omofobi. Non facendo outing sui vescovi gay che appoggiano politiche che danneggiano gli omosessuali, avremmo protetto quei vescovi e di conseguenza gli avremmo permesso di continuare ad infliggere sofferenza ai membri della nostra comunità. La collusione tra omofobia e ipocrisia non è eticamente difendibile dai cristiani, né da nessun altro."
Seguendo lo stesso ragionamento, si potrebbe fare outing su un legislatore contrario alla libertà di scelta in tema di interruzione di gravidanze che ha fatto abortire la propria figlia.

## Il sostegno all'outing
Le persone che hanno subito l'outing includono Pete Williams, Chad Allen, Chastity Bono, Florian Philippot e Richard Chamberlain.
Le persone che hanno appoggiato l'outing includono Victoria Brownworth, giornalista del Daily News di Philadelphia; Micheal McWilliams del Detroit News; Charles Kaiser, che ha lavorato nel New York Times, a Newsweek e nel Wall Street Journal, e che ora è professore alla Pinceton University; la giornalista Ann Northrup, ex produttrice del CBS Morning News; il produttore esecutivo di Village Voice Richard Goldstein; il giornalista di Voice Michael Musto; Frank Bruni del Detroit Free Press; il corrispondente a New York del Los Angeles Times Victor Zonana; Marvin Libman, attivista repubblicano gay conservatore, e autore; Donna Minkowitz dello staff di Voice; Larry Gross, professore di Comunicazioni all'Annenberg School of Communications all'Università della Pennsylvania; Jeffrey Schmalz un redattore del The New York Times; l'ex redattore di QW Maer Roshan; l'ex redattore di Advocate Richard Rouilard; l'attuale redattore di Advocate Jeff Yarbrough; il parlamentare Gerry Studds; lo storico Martin Duberman; il filosofo Richard Mohr; il romanziere Armistead Maupin; l'artista Terry Sweeney; il produttore di In the Life per la televisione pubblica John Scagliotti; Hank Plante di KPIX-TV a San Francisco; Lindsy Van Gelder, redattore di Allure; Gabriel Rotello, ora un giornalista al New York Newsday; i giornalisti freelance Marshal Alan Phillips, Michael Bronski, Susie Bright, e Rex Wockner.
Il presidente del Congresso Nazionale Repubblicano Ken Mehlman è stato bersaglio delle campagne di outing, ma fino ad ora non si è mai dichiarato gay.

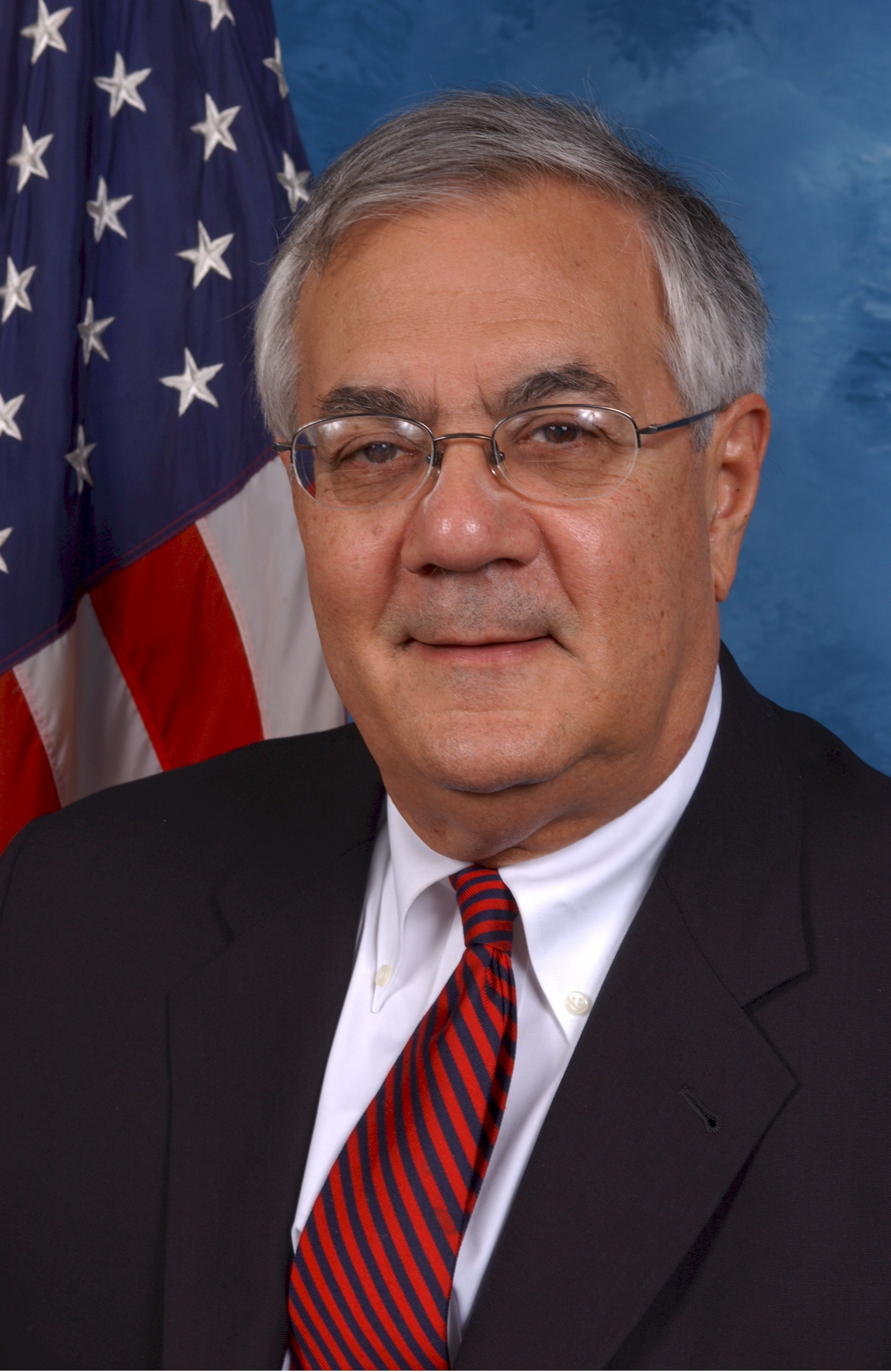
Barney Frank, parlamentare statunitense dichiaratosi gay

Non è chiaro se il parlamentare statunitense Barney Frank abbia subito l'outing o si sia dichiarato da solo, dato che i due eventi sono accaduti contemporaneamente. Frank però dichiara di essersi dichiarato volontariamente:
In lingua originale:
(Adrian Brune)
Ci si riferisce spesso alle opinioni di Barney Frank a proposito dell'outing chiamandole "The Barney Frank Rule", la legge di Barney Frank.
Barney Frank, parlamentare gay (partito democratico del Massachusetts), ha detto che appoggia questa pratica solo in circostanze limitate.
(Adrian Brune)

## Critiche
Alcuni movimenti per i diritti gay continuano a disapprovare l'uso dell'outing come tattica politica, sostenendo che anche i conservatori anti-gay hanno il diritto alla privacy sulla loro vita personale, che andrebbe rispettato. Steven Fisher, un portavoce della Campagna per i Diritti dell'Uomo, il gruppo di pressione più grande negli Stati Uniti per quanto riguarda i problemi di gay e lesbiche, commentando l'outing di Schrock, ha detto che è contro l'uso dell'"orientamento sessuale come arma". Christopher Barron, direttore politico di Log Cabin Republicans, un gruppo che rappresenta gay e lesbiche repubblicani, ha detto: "siamo in forte disaccordo con la campagna per l'outing, ma siamo molto amareggiati che il presidente Bush abbia sostenuto l'emendamento sul matrimonio federale, contro le famiglie."
Roger Rosenblatt nel gennaio del 1993 disse nel suo saggio "Who Killed Privacy?" (chi ha ucciso la privacy?) sul New York Times Magazine che la pratica di fare outing su omosessuali [sic] implica contraddittoriamente che gli omosessuali abbiano il diritto a scelte private ma non a vite private.

## La storia

### Germania
Il Wissenschaftlich-humanitäres Komitee (Comitato scientifico-umanitario) di Magnus Hirschfeld ha discusso dell'outing nel 1902 e decise di non appoggiarlo. Comunque, quando Adolf Brand, fondatore di Der Eigene, ha contribuito allo scandalo Harden-Eulenburg facendo outing su "ipocriti" come Friedrich Dasbach, politico del partito antiriformista Centro, e Bernhard von Bülow, Hirschfeld testimoniò a favore degli outers. Questo danneggiò il supporto, i fondi e il numero dei membri del suo comitato. Brand fu condannato per diffamazione ai danni di von Bülow e condannato a 18 mesi di carcere e concluse che "la società rispettabile non può sopportare la verità". All'inizio degli anni trenta Ernst Röhm subì l'outing da parte della stampa di sinistra, e ciò fece modo che Brand scrisse che "in alcuni momenti, comunque, quando qualcuno--come un insegnante, un prete, un rappresentante, o un uomo di stato--vorrebbe danneggiare nel modo più grave gli intimi contatti d'amore di altri con un controllo degradatore--in quei momenti il suo amore e la sua vita smettono di essere un affare privato e non può più pretendere di essere protetta da lì in poi dallo scrutinio pubblico e da sviste sospette."

## Personalità che hanno subito l'outing

### Outing politico
Un esempio recente di punizione politica fu l'outing del 2004 di Edward Schrock, un parlamentare repubblicano della Virginia, da parte dell'attivista dei diritti gay Michael Rogers. Rogers ha pubblicato una storia sul suo sito internet in cui rivela che Schrock ha usato un servizio di sesso telefonico interattivo per incontrare altri uomini con cui avere rapporti sessuali. Schrock non ha negato le accuse e ha annunciato il 30 agosto 2004 che non si candiderà per la rielezione.
Rogers ha dichiarato che ha fatto outing su Schrock per punirlo per la sua ipocrisia: Schrock ha votato per il Marriage Protection Act (legge sulla protezione del matrimonio) e ha anche firmato come sostenitore il Federal Marriage Amendament (emendamento federale sul matrimonio). "È arrivato il momento per questi gay omofobi di uscire allo scoperto o di subire l'outing," ha detto Rogers. "Schrock è il primo: ce ne saranno degli altri."

### Outing nel clero
La recente ondata di casi di abuso sessuale tra le file della Chiesa cattolica ha portato all'outing di molti membri del clero cattolico. L'outing più recente che ha colpito la chiesa è avvenuto a New York dove un prete del New Jersey, Bob Hoatson ha accusato il cardinale Edward Michael Egan, arcivescovo dell'Arcidiocesi di New York, non solo di nascondere il dilagare degli abusi sessuali tra il clero a lui sottoposto, ma anche di essere un omosessuale praticante; di ciò Hoatson dichiarò di avere prova personale. La questione è ancora irrisolta; verrà chiarita col processo all'arcivescovo.
Il sacerdote e teologo polacco Krzysztof Charamsa, nel pubblicare il suo libro La prima pietra. Io, prete gay, e la mia ribellione all'ipocrisia della Chiesa ha fatto contemporaneamente un coming out e un outing denunciando l'ipocrisia e l'omofobia del clero cattolico. Nella lettera a papa Francesco con cui ha fatto il suo coming out, Charamsa denuncia una situazione che causa un misto di ipocrisia, colpa e pedofilia al servizio del potere e della ricattabilità dei membri del Vaticano.
In un'intervista a Il Messaggero, Charamsa ha fatto un outing sociologico: Le intenzioni di papa Bergoglio erano buone […] voleva davvero che la chiesa iniziasse a studiare le minoranze sessuali. Ma il sistema lo ha mangiato e dominato e oggi io vengo ancora considerato un 'pervertito animale' […] Il coming out è un dovere morale per un omosessuale, è un passo indispensabile per essere felice.

## Outing nel cinema e nella televisione
Sul piano del grande cinema di denuncia il film Il caso Spotlight (2015) con la regia di Tom McCarthy, premio Oscar 2016 per il miglior film e la migliore sceneggiatura originale, ha reso nota a tutto il mondo l'indagine realizzata in America da The Boston Globe: un tipo di outing che non riguarda una normale identità gay nascosta ma un crimine basato sulla manipolazione traumatica dei bambini. Il giornale aveva rivelato come l'arcivescovo Bernard Francis Lew avesse insabbiato molti casi di pedofilia commessi nelle loro parrocchie da sacerdoti cattolici contrari all'omosessualità. Il suo unico provvedimento fu quello di spostarli da una parrocchia all'altra, senza avviare né proporre al Vaticano alcuna ricerca psichiatrica, psicosociale, socioculturale su quanto era accaduto. Il film ha contribuito al dibattito sul problema omosessualità e cattolicesimo anche perché, dopo la denuncia e le proteste, l'arcivescovo Lew nel 2002 è stato allontanato da Boston e nominato arciprete della Basilica di Santa Maria Maggiore a Roma dove è morto nel dicembre del 2017 senza mai rilasciare nessuna dichiarazione né intervista sugli abusi cui era stato co-responsabile.
La serie di Rai3 Da Storia nasce storia, derivata da Psychodrame di Roberto Rossellini e Jacob Levi Moreno, nel 1991 presenta in TV un outing gay di denuncia, alla Jean Genet. 
In un'intervista alla rivista Gay OUT, del 2014 il famoso attore Robert de Niro esplora la vita di suo padre pittore e scultore diventato noto soprattutto dopo la morte. Si tratta di un outing postumo in vista dell'uscita del documentario televisivo Remembering the artist Robert De Niro Sr.. 
De Niro afferma: Mio padre aveva probabilmente conflitti sulla sua sessualità... Inevitabile probabilmente, essendo di quella generazione, e specialmente a Syracuse, una piccola città dello stato di New York.
Va infine sottolineato che alcuni film a tematica GLBT confondono il significato corretto di coming out e outing.
Out è un cortometraggio d'animazione statunitense del 2020 scritto e diretto da Steven Clay Hunter; prodotto dai Pixar Animation Studios e distribuito da Walt Disney. La prima storia della Pixar con protagonisti gay: due ragazzi impauriti che he con l'aiuto di un gatto magico, riescono a fare coming out davanti ai genitori e si baciano.

## Impatto ed efficacia
L'efficacia dell'outing come tattica politica dipende dalla volontà dei media di raccontare che una persona ha subito l'outing. L'avvento di internet ha reso molto più facile l'outing di personalità pubbliche. Vent'anni fa Michael Rogers avrebbe dovuto convincere un giornale o qualche altro media a rischiare un'azione legale per raccontare le sue accuse a Schrock. Oggi può pubblicarle da solo sul suo sito internet e gli altri media potranno poi dire che lui l'ha fatto.
Signorile sostiene che l'outing di Pete Williams "e le sue conseguenze non hanno poi intaccato la politica dei militari contro i gay. La pubblicità che l'outing ha generato ha dato molta risonanza a questa linea di condotta nel 1992, forzando il problema nella campagna presidenziale," facendo promettere pubblicamente ad ogni candidato democratico e al candidato indipendente Ross Perot di porre una fine al bando.

## Auto outing
Outing ha dato vita all'espressione "outing oneself" (fare outing su se stesso): consiste nell'annunciare che si ha una sessualità alternativa a quella pubblicamente dichiarata, non con orgoglio e piacere ma solo per precedere qualcuno che sta per farlo in modo aggressivo. L'esempio più recente di auto outing è quello del governatore del New Jersey Jim McGreevy, che ha annunciato di essere un "Gay American" nell'agosto del 2004. McGreevey era consapevole del fatto che il suo nome stava per essere fatto in una causa di molestie sessuali da Golan Cipel, il suo ex consigliere della sicurezza, con cui si presume McGreevey abbia avuto una relazione sessuale.